# Euxoa sessile
Euxoa sessile là một loài bướm đêm trong họ Noctuidae.